# سالم تركي العنتري
سالم تركي العنتري هو قائد عسكري سوري معارض، وقائد "جيش سورية الحرة"، وهو فصيل مدعوم من الولايات المتحدة ويعمل في منطقة التنف عند مثلث الحدود السورية-الأردنية-العراقية. ولد العنتري في مدينة تدمر بمحافظة حمص، وانشق عن القوات المسلحة السورية في عام 2012، لينضم لاحقًا إلى صفوف المعارضة المسلحة.

## المسيرة العسكرية
بدأ سالم تركي العنتري حياته المهنية ضابطاً في الجيش السوري، لكنه انشق عن صفوف الجيش في عام 2012 بسبب اعتراضه على سياسات النظام السوري خلال الثورة السورية. بعد انشقاقه، انضم إلى عدد من الفصائل المسلحة المعارضة في منطقة الغوطة الشرقية بريف دمشق، حيث برز قائدًا ميدانياً نشطاً.
انتقل إلى مخيم الركبان على الحدود السورية-الأردنية-العراقية. وفي عام 2018، انضم إلى فصيل "مغاوير الثورة"، الذي يعمل بدعم من التحالف الدولي لمحاربة تنظيم تنظيم الدولة الإسلامية (داعش)، وشارك في العمليات العسكرية الهادفة إلى تأمين المنطقة.
في 29 فبراير 2024، عُيّن قائدًا لـ"جيش سورية الحرة" خلفًا للعقيد محمد فريد القاسم. جاء هذا التعيين في إطار تغييرات داخلية تهدف إلى تحسين الأداء ومعالجة الخلافات العشائرية التي أثرت على الفصيل.